# Stašovské rybníky
Stašovské rybníky jsou soustavou nově (od roku 1997) budovaných rybníků v povodí Křetínky v rámci revitalizace povodí. Tato soustava v roce 2018 obsahuje celkem 11 rybníků. Současně byla vybudována soustava Jedlovských rybníků.
Společně s AOPK byl v oblasti podpořen záchranný program odchovu raka říčního a to vytvořením rybníka Březový. Zde úspěšně probíhá reprodukce a odchov raka říčního a za uplynulé roky bylo z těchto lokalit distribuováno desítky tisíc násady raků do vhodných volných vod v rámci celé ČR. 
Největším rybníkem této rybniční soustavy je Velký Stašovský o výměře 4 ha, následuje Stašovský se 2 ha. Vodní plochy plní zejména rybochovné funkce, ale významně se podílejí i na retenci vody v krajině. Jejich existencí se výrazně zvýšila biodiverzita území a v letním období jsou vhodné i pro rekreační využití.

## Galerie

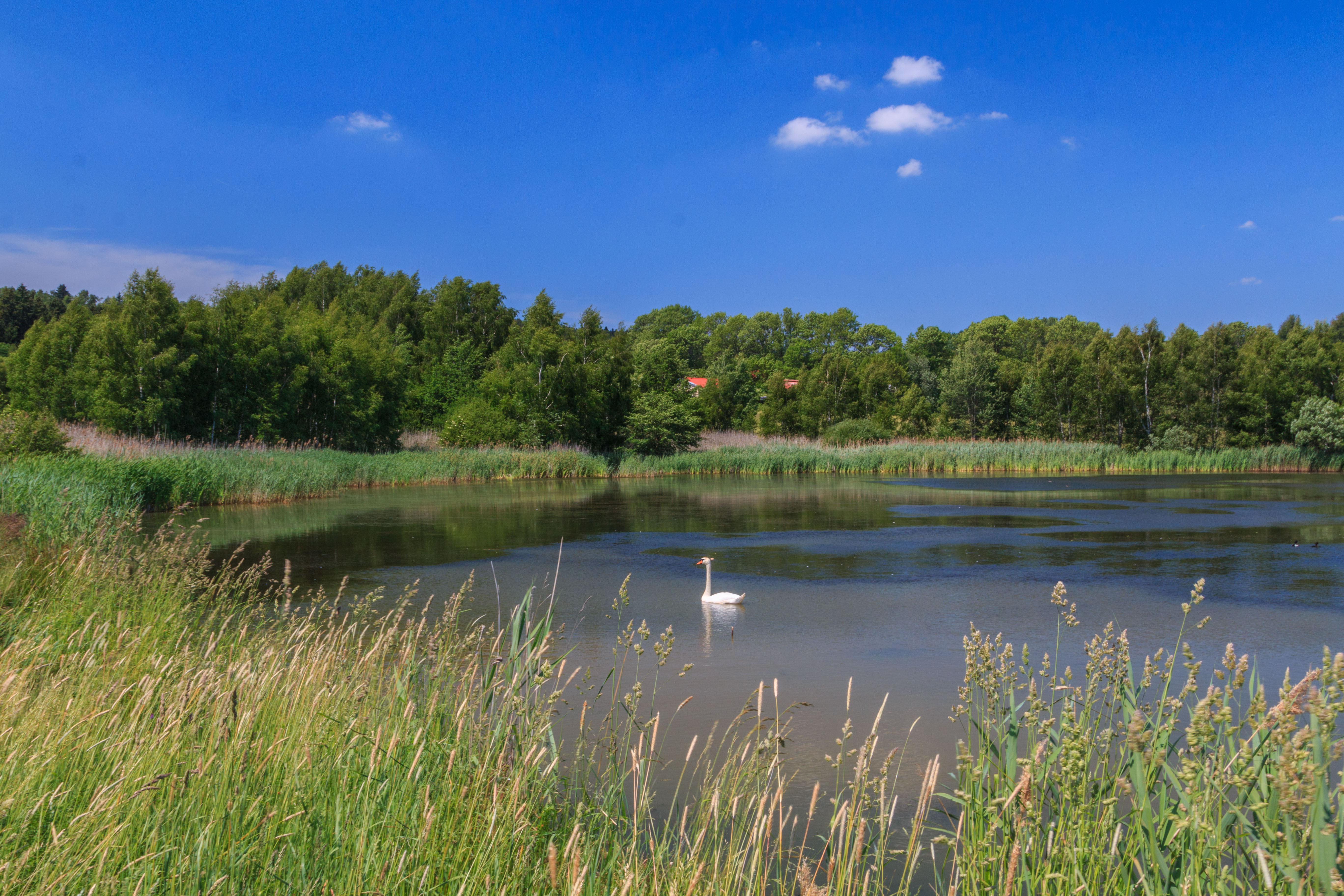
Boční Stašovský rybník
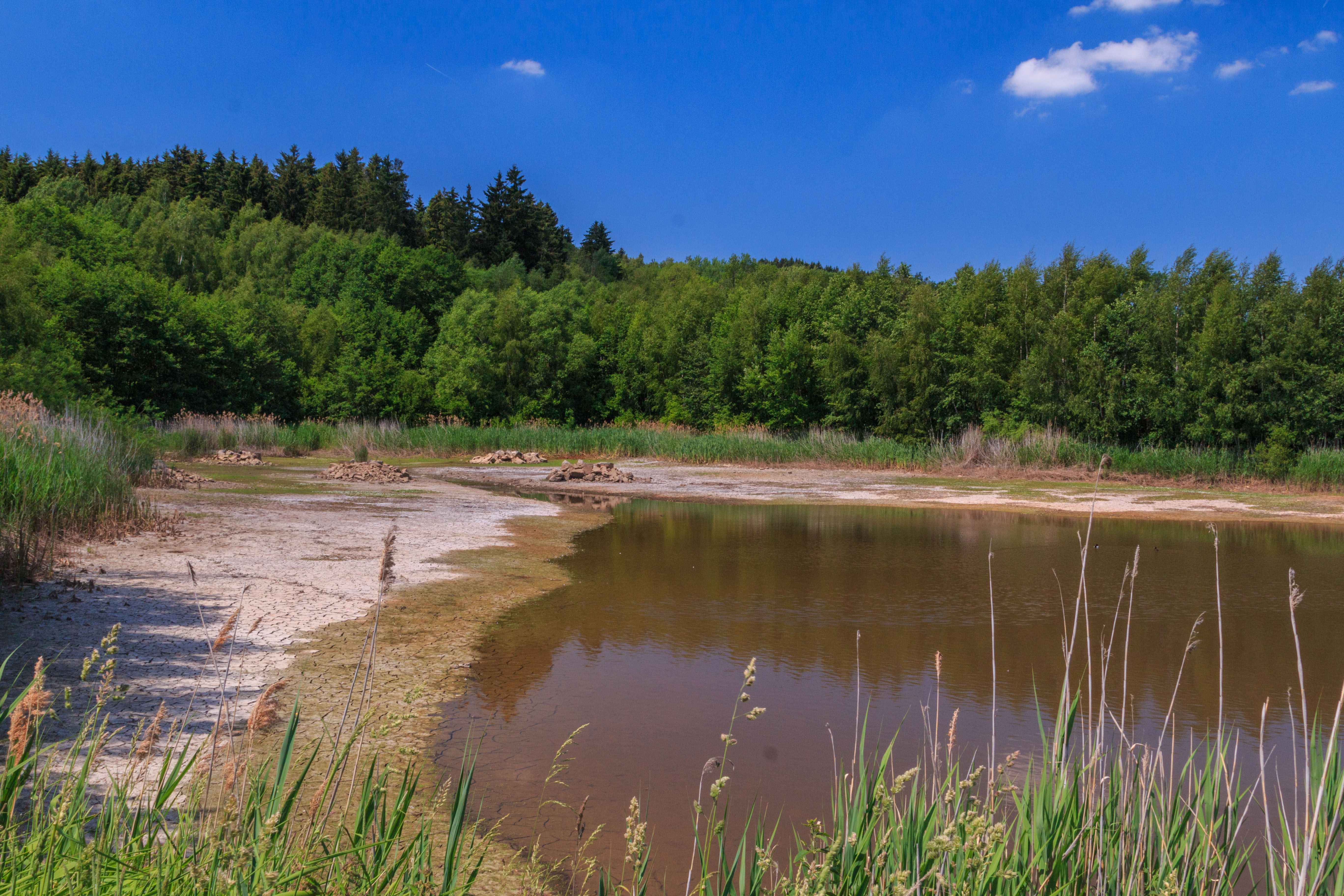
Březový rybník u Stašova
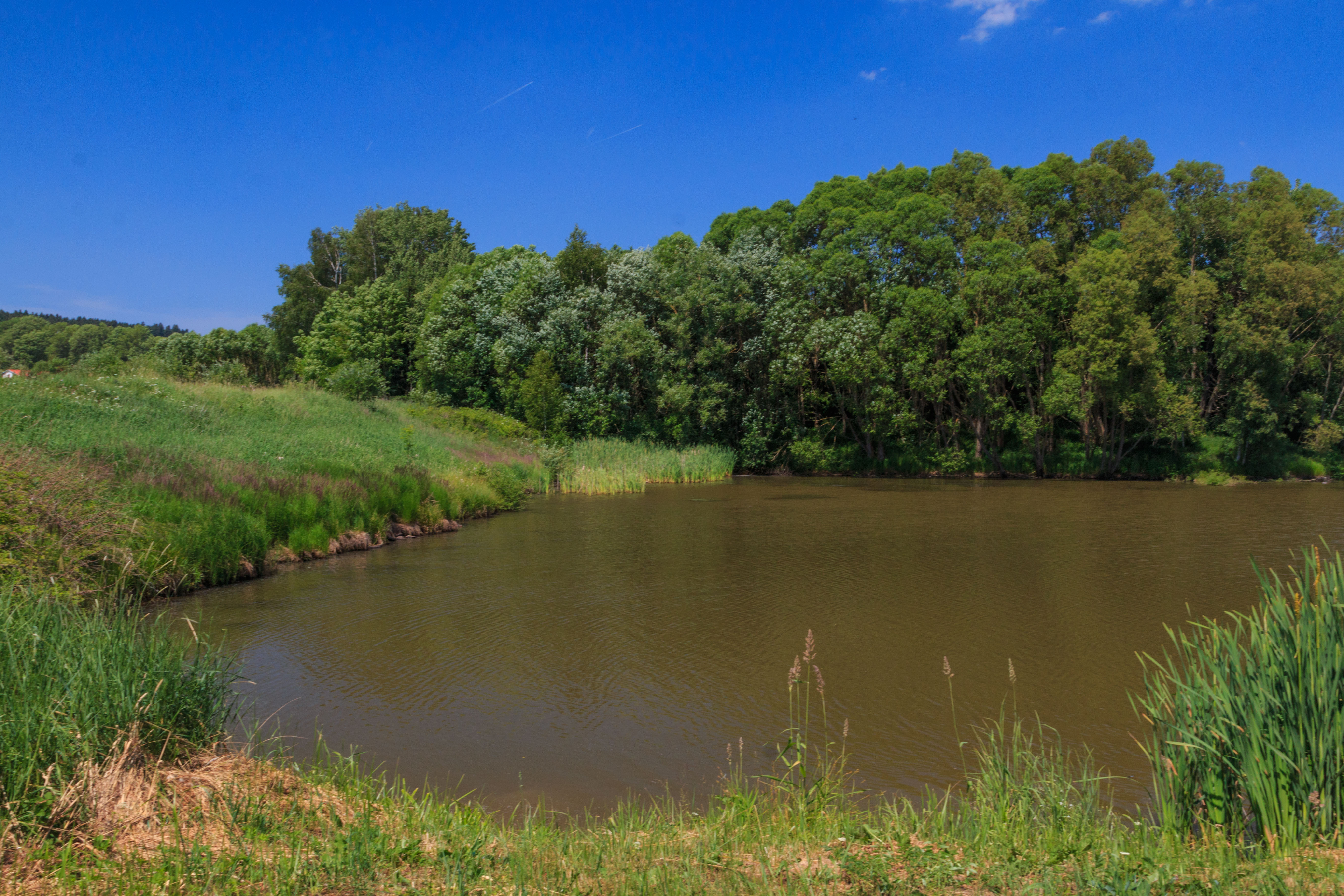
Prostřední Stašovský rybník
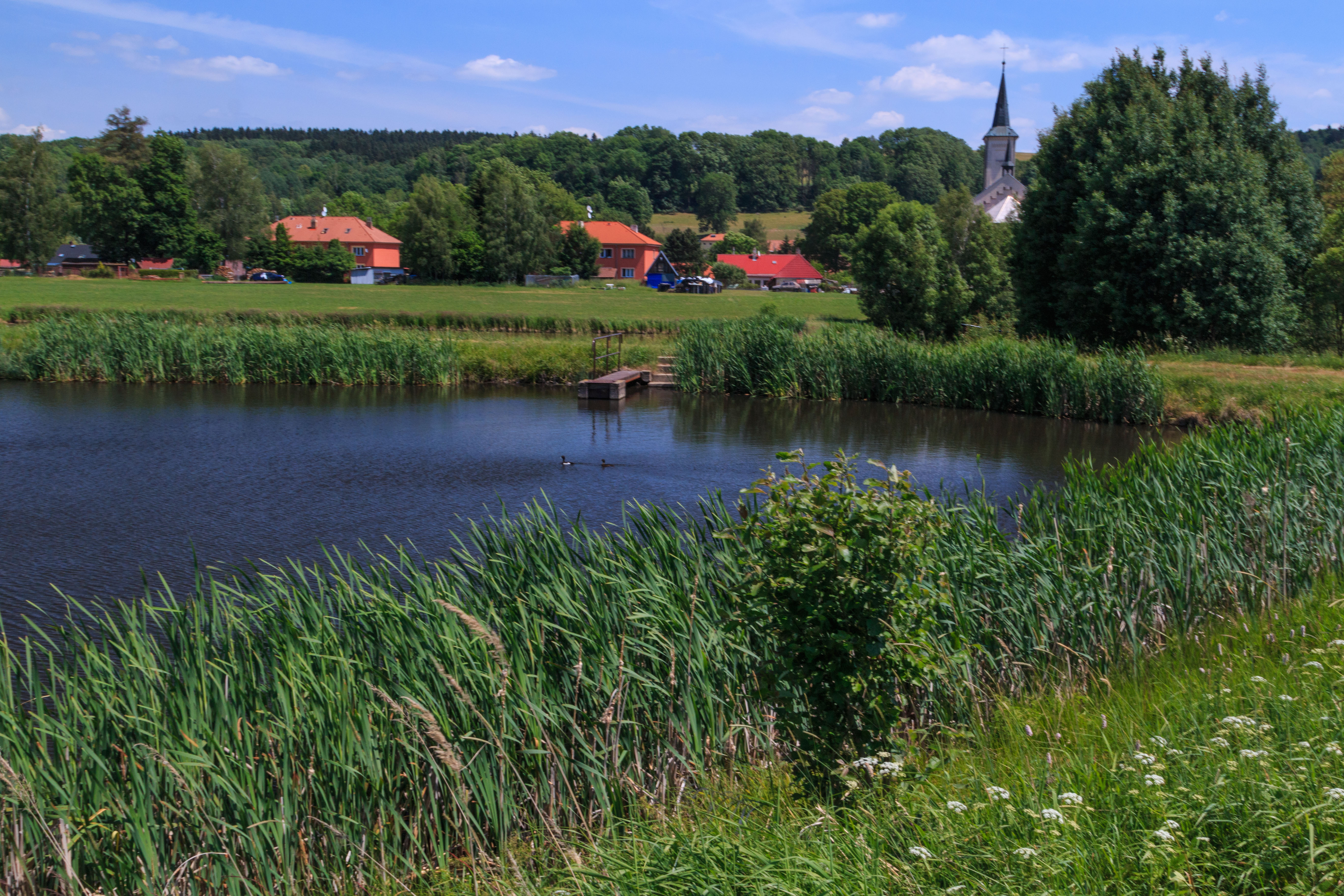
Rybník Žabka u Stašova